# Campagna di Manassas
Per Campagna di Manassas si intende una serie di battaglie combattute dal 13 agosto al 3 settembre 1862 nel teatro orientale della guerra di secessione americana.

## Contesto
Nel luglio 1862 il generale nordista George B. McClellan guidò l'Armata del Potomac nella Virginia Peninsula, fino a Harrison's Landing (sul fiume James) dando inizio alla cosiddetta Campagna peninsulare della guerra civile americana.
Dopo esser riuscito a scongiurare la caduta della capitale confederata Richmond, il generale confederato Robert Edward Lee decise di riprendere l'iniziativa lanciando un'ampia manovra militare. Divise pertanto in due l'Armata Confederata della Virginia Settentrionale affidando metà dei suoi uomini a Thomas "Stonewall" Jackson e l'altra a James Longstreet. Lee incaricò Jackson di tagliare le linee di rifornimento dell'esercito nordista guidato da John Pope.
Jackson riuscì a portare a termine con successo la propria missione costringendo Pope a combattere nei pressi di Manassas Junction dove i confederati ottennero una clamorosa vittoria.

## Conseguenze
Il successo nella campagna di Manassas permise a Lee di liberare la Virginia centrale e settentrionale dalle forze unionista. Il comandante sudista decise di passare all'offensiva invadendo il Maryland: il 3 settembre 1862 le truppe confederate oltrepassarono il Potomac.
Dal lato nordista il presidente Abraham Lincoln e il capo di Stato maggiore Henry Wager Halleck decisero di trasferire Pope in Minnesota per sedare la rivolta Sioux. Pope cercò di scaricare la responsabilità del suo insuccesso a Manassas contro Fitz John Porter (responsabile della sconfitta nella seconda battaglia di Bull Run) e lo mandò di fronte alla corte marziale.